# Accidente de Saurya Airlines Canadair en 2024
El 24 de julio de 2024, un CRJ-200ER de Saurya Airlines se estrelló poco después de despegar del Aeropuerto Internacional de Katmandú, en Nepal. De las 19 personas a bordo, 18 murieron y el piloto fue el único sobreviviente. El avión tenía previsto despegar para una revisión técnica en Pokhara. Se grabaron vídeos del accidente.

## Aeronave
La aeronave involucrada fue un Bombardier CRJ200ER, con número de serie de fabricante 7772, registrado como 9N-AME, que fue construido por Bombardier Aviation en 2003.
El avión tenía previsto volar desde el Aeropuerto Internacional Tribhuvan en Katmandú hasta Pokhara, y transportaba a dos miembros de la tripulación de vuelo y diecisiete técnicos empleados para realizar el mantenimiento de rutina de la aeronave. Saurya Airlines dijo que el mantenimiento de la aeronave estaba programado para el 25 de julio.

## Accidente

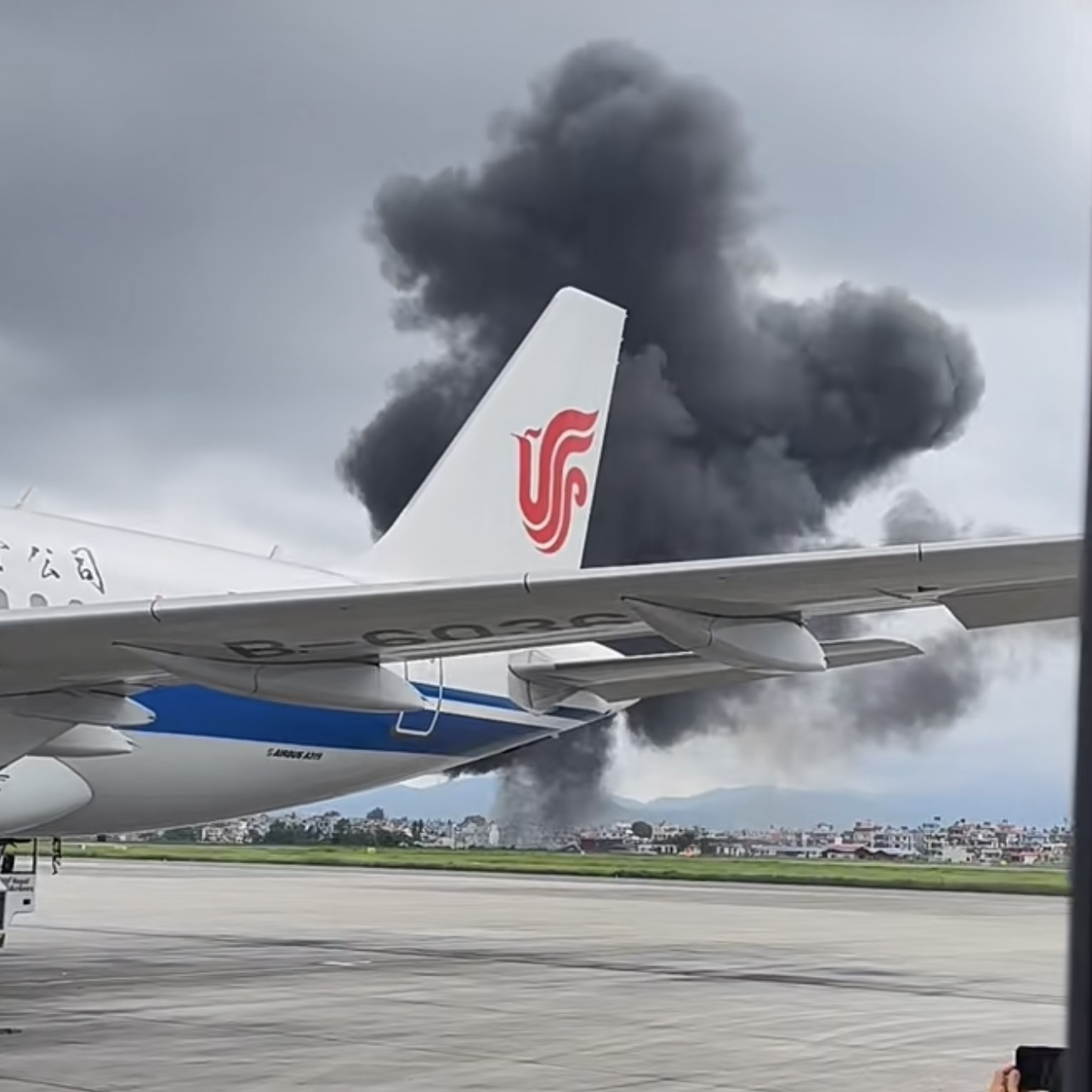
Humo saliendo del lugar del accidente

El accidente ocurrió el 24 de julio de 2024 alrededor de las 11:15 NPT poco después de que el avión despegara de la pista, elevándose solo ligeramente por encima de la pista antes de inclinarse y estrellarse. Las imágenes y los relatos de testigos oculares indicaron que el avión despegó del lado sur de la pista ubicada en Koteshwor , haciendo una inclinación pronunciada y cayendo con la punta del ala golpeando el suelo primero. El avión se incendió en el impacto y se deslizó hacia un desfiladero al este de la pista entre un hangar de aviones y una estación de radar. Las imágenes del incidente mostraron a los bomberos apagando el incendio mientras intentaban rescatar a los sobrevivientes.
Dieciocho personas murieron en el accidente, entre ellas un ciudadano extranjero.  El piloto, Manish Shakya, fue el único sobreviviente del accidente tras el impacto inicial y el incendio, y fue trasladado al Hospital de la Facultad de Medicina de Katmandú.
En el momento del accidente había poca visibilidad en Katmandú. Un funcionario del aeropuerto informó que parecían provenir del avión "ruidos de crujidos" antes del accidente.

## Pasajeros y tripulación
| Nacionalidad | Pasajeros | Tripulación de vuelo | Total |
| ------------ | --------- | -------------------- | ----- |
| Nepali       | 16        | 2                    | 18    |
| Yemeni       | 1         | 0                    | 1     |
| Total        | 17        | 2                    | 19    |

## Investigación
Se informó que todos los que estaban a bordo eran personal de Saurya Airlines; el accidente está bajo investigación. El director del Aeropuerto Internacional Tribhuvan dijo que las investigaciones iniciales mostraron que el avión giró en la dirección equivocada poco después del despegue.

## Secuelas
El Aeropuerto Internacional Tribhuvan fue cerrado temporalmente y los vuelos se desviaron o retrasaron tras el desastre. Como la infraestructura principal no sufrió daños, los vuelos regulares se reanudaron un par de horas más tarde, una vez finalizada la operación de rescate. Este accidente ha vuelto a plantear interrogantes sobre la seguridad del transporte aéreo en Nepal y ha afectado gravemente a la industria de la aviación nepalí.